# Афена-Гьян, Феликс
Феликс Охене Афена-Гьян (англ. Felix Ohene Afena-Gyan; род. 19 января 2003, Суньяни) — ганский футболист, нападающий итальянского клуба «Кремонезе», выступающий на правах аренды за клуб «Ювентус Некст Джен», и национальной сборной Ганы.

## Клубная карьера
Афена-Гьян родился в городе Суньяни. 13 марта 2021 года перешёл из местного клуба «ЭрАфрика» в молодёжную академию итальянского клуба «Рома»
Афена-Гьян впервые получил вызов в основную команду 24 октября в матче Серии А против «Наполи». Профессиональный дебют состоялся 27 октября в игре против «Кальяри». 21 ноября в матче с «Дженоа» он вышел со скамейки запасных на 74-й минуте и забил два гола, которые принесли «Роме» победу со счетом 2:0. Афена-Гьян стал первым игроком 2003 года рождения, забившим гол в Серии А.
29 августа 2022 года Афена-Гьян перешёл в «Кремонезе». Сумма трансфера за ганского футболиста составила 10 млн. евро (из них 4 млн. евро в качестве бонусов).
30 августа 2024 года был отдан в аренду в «Ювентус Некст Ген».

## Карьера за сборную
4 ноября 2021 года впервые получил вызов в национальную сборную Ганы. Однако Афена-Гьян отклонил предложение принять участие в матчах сборной, чтобы сосредоточиться на подготовке к грядущим матчам «Ромы».
25 марта 2022 года дебютировал в матче квалификации на чемпионат мира 2022 против сборной Нигерии (0:0).

### Гол за сборную
| № | Дата        | Место                             | Соперник   | Счёт | Результат | Турнир                   |
| - | ----------- | --------------------------------- | ---------- | ---- | --------- | ------------------------ |
| 1 | 1 июня 2022 | Кейп-Кост Спортс, Кейп-Кост, Гана | Мадагаскар | 2–0  | 3–0       | Квалификация на КАН 2023 |

## Клубная статистика
| Клуб       | Сезон      | Лига       | Лига  | Лига | Кубок Италии | Кубок Италии | Континент | Континент | Итог  | Итог |
| Клуб       | Сезон      | Дивизион   | Матчи | Голы | Матчи        | Голы         | Матчи     | Голы      | Матчи | Голы |
| ---------- | ---------- | ---------- | ----- | ---- | ------------ | ------------ | --------- | --------- | ----- | ---- |
| Рома       | 2021/22    | Серия A    | 17    | 2    | 2            | 0            | 3         | 0         | 22    | 2    |
| Кремонезе  | 2022/23    | Серия A    | 23    | 0    | 5            | 2            | —         | —         | 28    | 2    |
| Кремонезе  | 2023/24    | Серия B    | 2     | 0    | 1            | 1            | —         | —         | 3     | 1    |
| Общий итог | Общий итог | Общий итог | 42    | 2    | 8            | 3            | 3         | 0         | 53    | 5    |

1. ↑  Матчи в Лиге Конференций

## Достижения

### «Рома»
- Победитель Лиги конференций УЕФА: 2021/22